# جان میلر آدی
جان میلر آدی (انگلیسی: John Miller Adye؛ ۱ نوامبر ۱۸۱۹ – ۲۶ اوت ۱۹۰۰) فرد نظامی اهل پادشاهی متحد بریتانیای کبیر و ایرلند بود. وی همچنین برندهٔ جوایزی همچون نشان حمام شده‌است.